# Forio
Forio je městská čtvrť a zároveň komunita v Neapoli. Rozloha činí necelých 13 km2. 

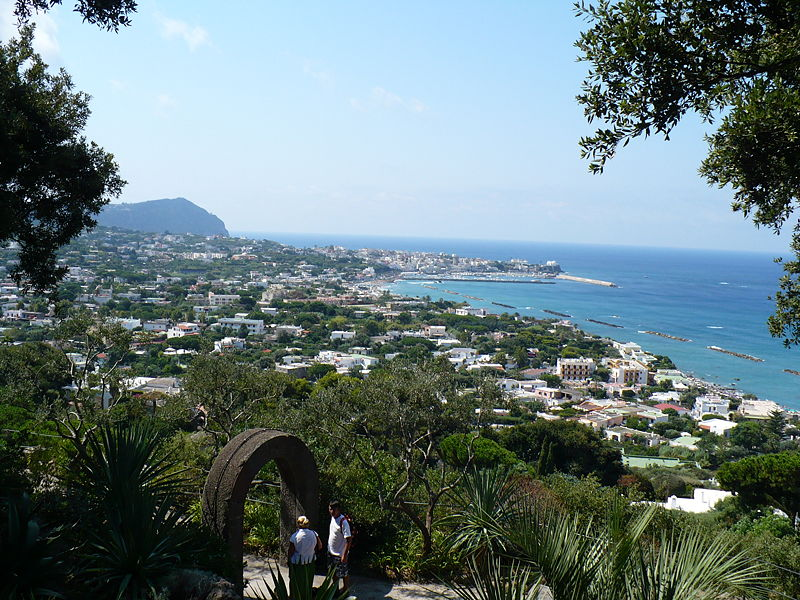
Forio

## Geografie
Forio leží v jižní Itálii na ostrově Ischia. Teploty jsou celoročně vysoké a léta suchá, zimy o něco chladnější a deštivější.

## Obyvatelstvo
V roce 2017 zde žilo 17 749 obyvatel, do roku 2019 toto číslo stouplo na 18 028, přičemž jejich průměrný věk byl 42 let. Celkem je ve Foriu 8 547 rodin a počet žen lehce převyšuje počet mužů. Více než 11 % obyvatelstva tvoří cizinci. 

## Galerie

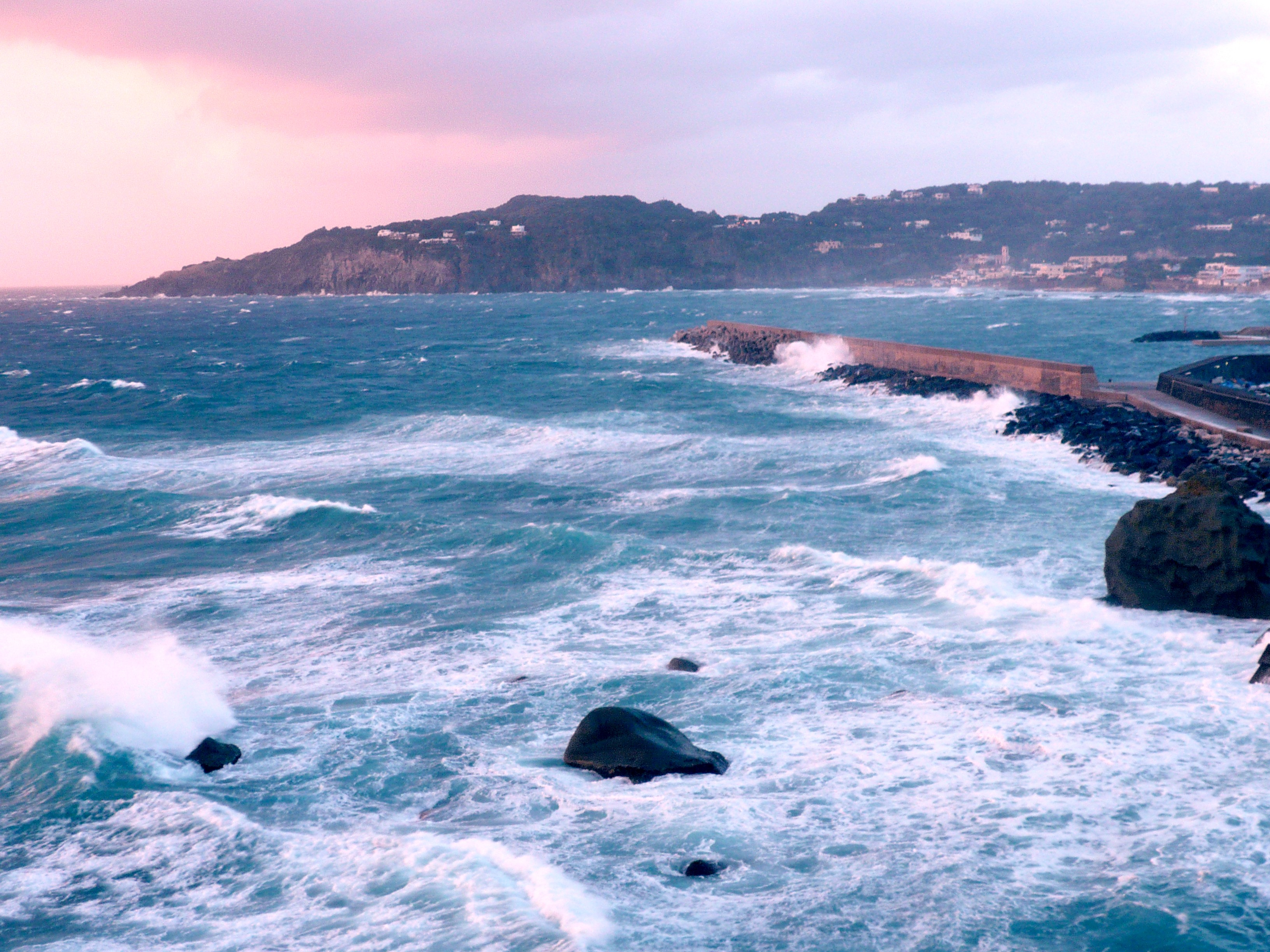
Pobřeží
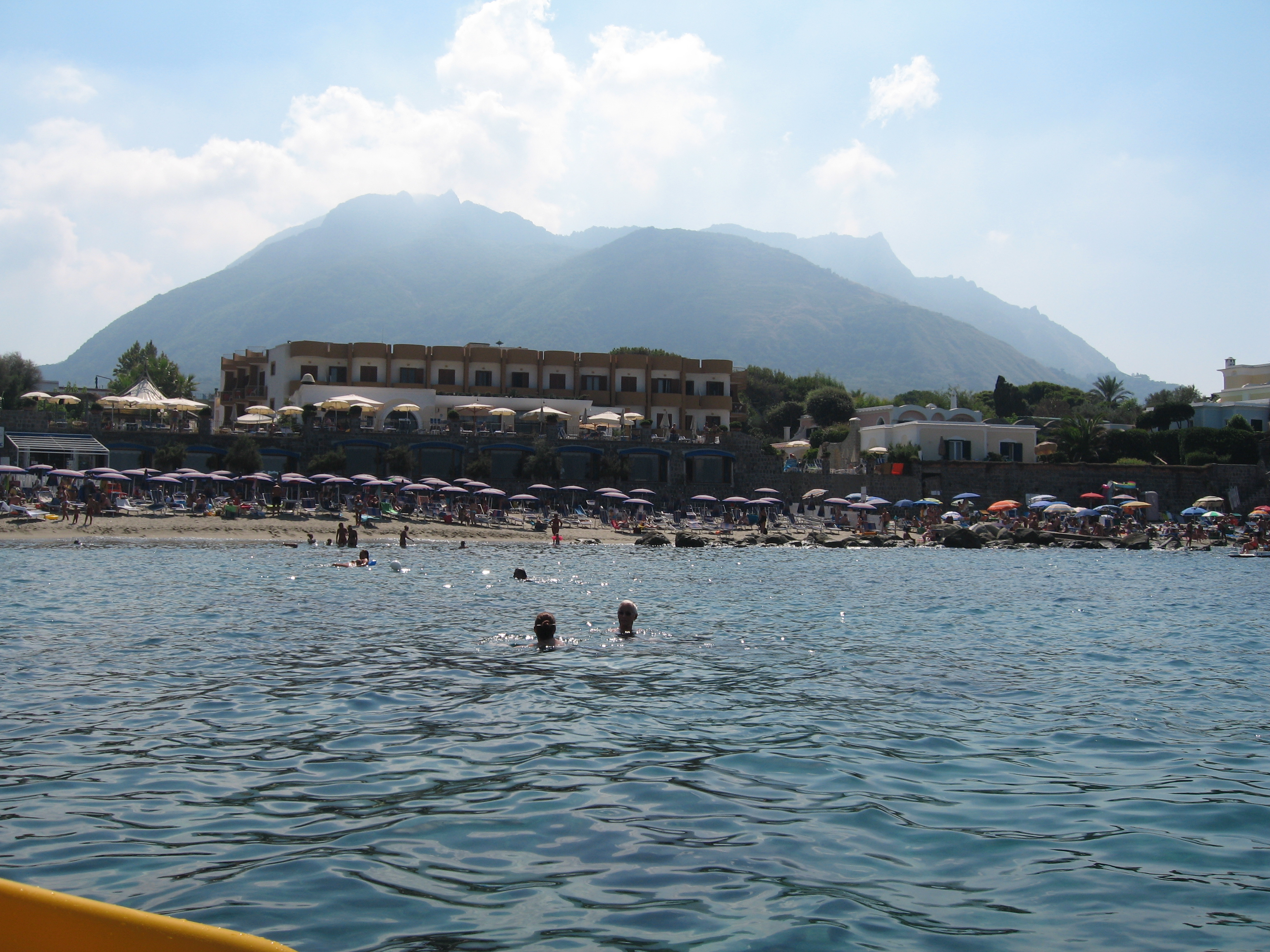
Forio
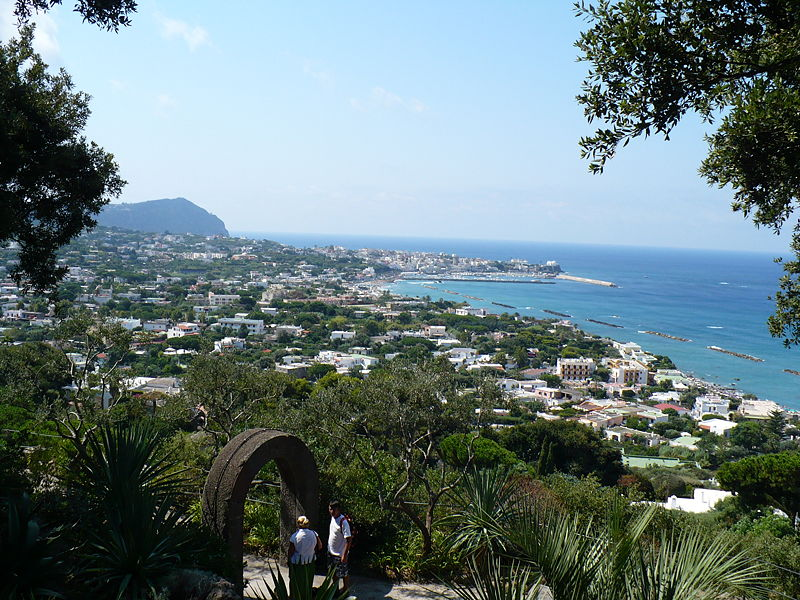
Forio
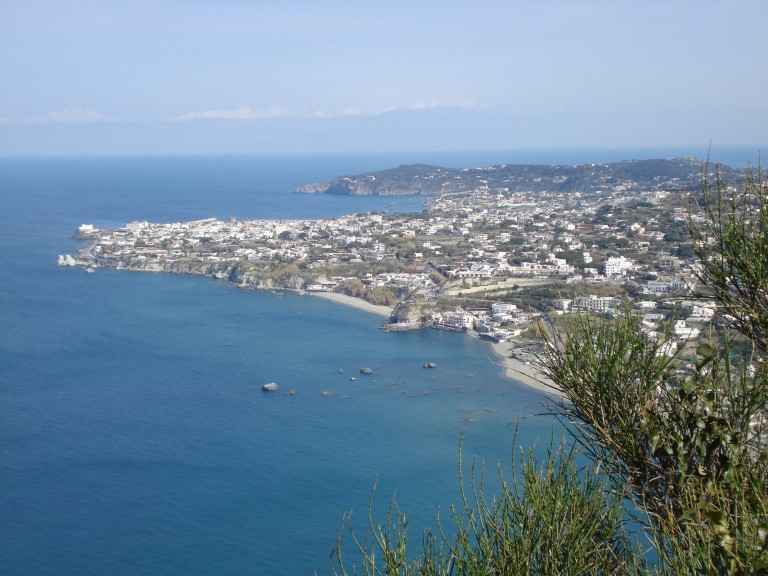
Forio
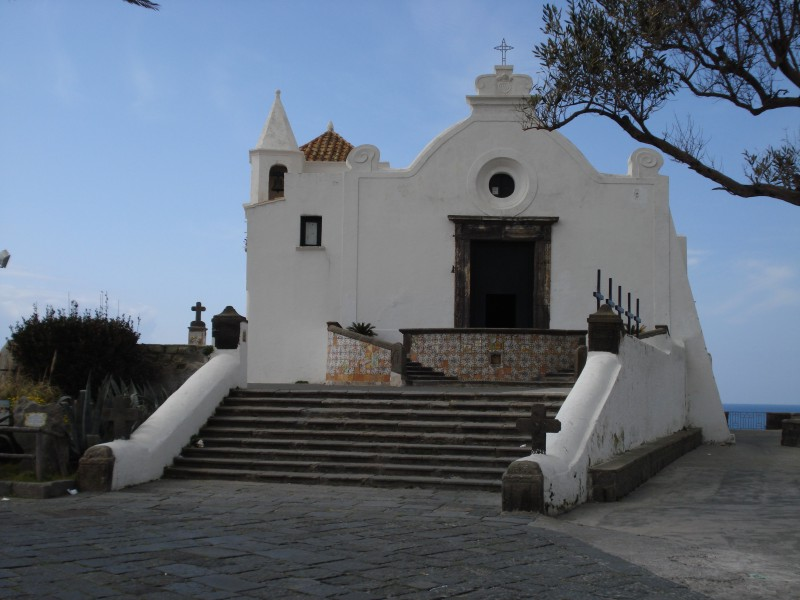
Kostel Panny Marie
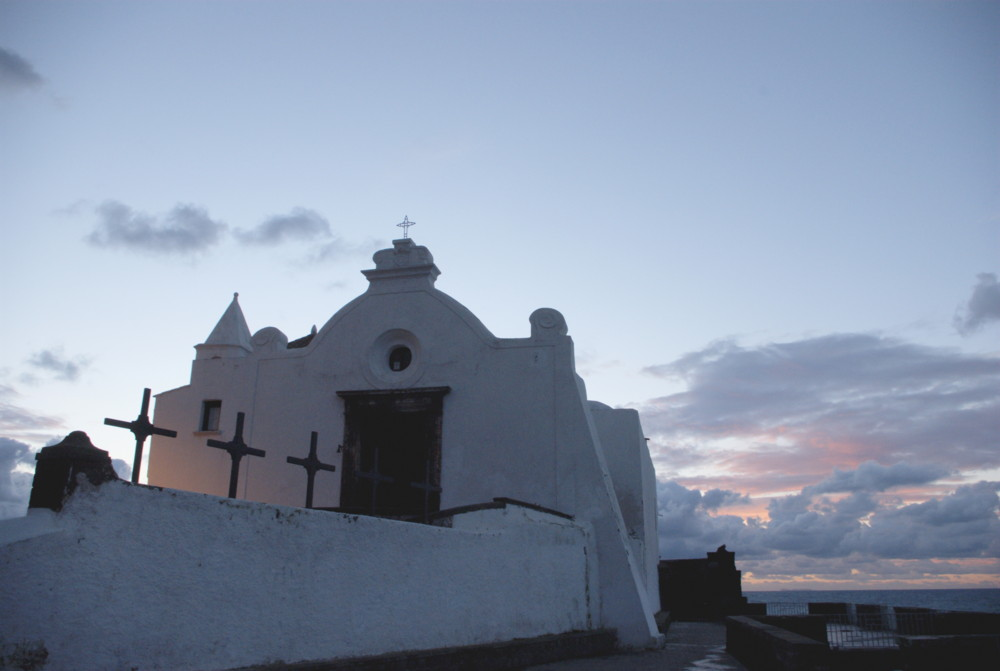
Kostel Panny Marie